# FK Vojvodina
FK Vojvodina (sârbă : ФК Војводина) este un club de fotbal din Novi Sad regiunea autonomă Vojvodina, Serbia.Clubul în acest moment joacă în Jelen Superliga.FK Vojvodina este cel mai vechi club din istoria elitei sârbești.

## Istorie
FK Vojvodina a fost fondată la 6 martie 1914 înaintea Primului Razboi Mondial. Clubul a fost fondat în secret față de autoritățile austro-ungare. Acesta a jucat primul meci din istorie în provincia autonomă Kovilj împotriva clubului FK Šajkaš, cu care a câștigat cu scorul de 5-0.
La acel moment clubul a jucat în culorile alb-albastru dar curând au trecut la culorile roșu-alb inspirate de clubul Slavia Praga.
FK Vojvodina a cunoscut gustul succesului în timpul Iugoslaviei, când a câștigat campionatul în 1966 și a doua oară în 1989 de asemenea încheiind pe locul doi în 1957, 1962 și 1975.
Clubul a participat și în Cupa UEFA Intertoto numeroși ani, reușind să o câștige în 1976 și jucând finala în 1998.

## Culorile clubului și emblema
Vojvodina a jucat primul său meci în albastru deschis și sorturi albe. Unii dintre primii jucători și conducători ai clubului au studiat la Praga unde au fost de asemenea și membrii ai echipei Slavia Praga. Clubul ceh a susținut membrii Vojvodinei în timpul vremurilor grele dinaintea și din timpul Primului Război Mondial și au contribuit la dezvoltarea clubului. În 1920, a fost adus de la Praga primul set de echipamente alb-roșii. La adunarea clubului ținută în 1922, a fost luată  decizia ca în onoarea Slaviei Praga echipamentul Vojvodinei va fi în culorile alb și roșu. Emblema a fost de asemenea parțial inspirată după cea a Slaviei iar steaua roșie a clubului ceh a fost înlocuită cu una albastră, astfel Vojvodina având toate culorile steagului Serbiei.

## Stadion

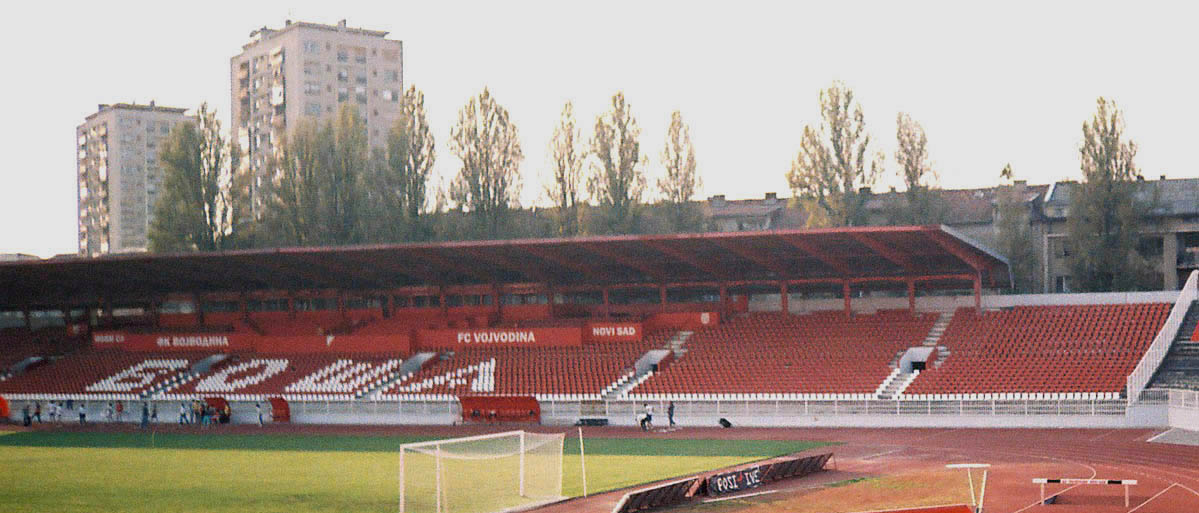
Stadionul Karađorđe

Stadionul clubului FK Vojvodina este Karađorđe din regiunea Novi Sad cu o capacitate de 15,000, acesta fiind și cel mai mare din oraș.

## Palmares
Campionat național- 2
- Prima ligă Iugoslavă:

-  Campioană (2): 1965-66, 1988-89
-  Vice-Campioană (3): 1956-57, 1961-62, 1974-75

- Superliga Sârbă:

-  Vice-Campioană (1): 2008-09

Cupe naționale- 1
- Cupa Iugoslaviei:

-  Finalistă (2): 1950-51, 1996-97

- Cupa Serbiei:

-  Campioană (1): 2013-14
-  Finalistă (2): 2006-07, 2009-10

Internațional
- Cupa Mitropa:

-  Campioană (1): 1977

- UEFA Champions League:

-  1/4 Finalistă (1): 1966-67

- Cupa Orașelor Târguri:

-  1/4 Finalistă (2): 1961-62, 1967–68

- Cupa UEFA Intertoto:

-  Campioană (1): 1976
-  Finalistă (1): 1998

### Premii individuale
| Sezon | Nume              | Goluri |
| ----- | ----------------- | ------ |
| 1956  | Todor Veselinović | 21     |
| 1957  | Todor Veselinović | 28     |
| 1958  | Todor Veselinović | 19     |
| 1961  | Todor Veselinović | 16     |

| Sezon   | Nume             | Goluri |
| ------- | ---------------- | ------ |
| 1992-93 | Vesko Mihajlović | 22     |

| Sezon   | Nume        | Goluri |
| ------- | ----------- | ------ |
| 2009–10 | Dragan Mrđa | 22     |

Jucătorul anului în Superliga Serbiei
- Dragan Mrđa (2010)

Cel mai bun tânăr jucător al anului în  Superliga Serbiei
- Slobodan Medojević (2011)

## Recordurile clubului

### Recorduri jucători
| Nume              | Meciuri |
| ----------------- | ------- |
| Radomir Krstić    | 613     |
| Petar Nikezić     | 587     |
| Žarko Nikolić     | 563     |
| Zdravko Rajkov    | 555     |
| Todor Veselinović | 546     |
| Sima Milovanov    | 532     |
| Đorđe Vujkov      | 527     |
| Slavko Ličinar    | 524     |
| Šandor Mokuš      | 519     |
| Vujadin Boškov    | 512     |

### Rezultatele all-time în Europa
| Competition                     | M  | V  | E  | Î  | GM | GP | GV |
| ------------------------------- | -- | -- | -- | -- | -- | -- | -- |
| European Cup / Champions League | 9  | 5  | 1  | 3  | 10 | 9  | +1 |
| UEFA Cup / Europa League        | 47 | 19 | 12 | 16 | 73 | 67 | +6 |
| UEFA Intertoto Cup              | 10 | 6  | 1  | 3  | 18 | 9  | +9 |
| Cupa Mitropa                    | 37 | 13 | 11 | 13 | 57 | 51 | +6 |
| Cupa Orașelor Târguri           | 23 | 9  | 6  | 8  | 27 | 22 | +5 |

#### Clasament UEFA
| Loc | Echipă              | Puncte |
| --- | ------------------- | ------ |
| 189 | FC Arsenal Kyiv     | 7.936  |
| 190 | KF Skënderbeu Korçë | 7.825  |
| 191 | Vojvodina Novi Sad  | 7.825  |
| 192 | AEK Atena           | 7.820  |
| 193 | FC Dinamo Minsk     | 7.800  |

#### Cele mai bune rezultate în  Competițiile Europene
Cele mai mari victorii într-o  competiție UEFA:

## Jucători notabili
Pentru a apărea în această secțiune  un jucător trebuie să fi:
- Jucat cel puțin 100 de meciuri în  Prima Ligă din Serbia.
- Jucat cel puțin 80 de meciuri pentru club.
- Stabilit un record al clubului sau a câștigat un premiu individual.
- Jucat cel puțin un meci pentru echipa națională a țării sale.

| - Radivoj Božić - Svetozar Đanić - Rodoljub Malenčić - Dušan Marković - Ivan Medarić - Božidar Petrović - Ján Podhradský - Zvonko Požega - Jenő Ábrahám Saraz - Jožef Velker - Rajko Aleksić - Stevan Bena - Vujadin Boškov - Dragan Bošnjak - Ivica Brzić - Miroslav Ćurčić - Čedo Maras - Josif Ilić - Zvonko Ivezić - Aleksandar Ivoš - Željko Jurčić - Dobrosav Krstić - Miodrag Kustudić - Zoran Marić - Dušan Mijić - Đorđe Milić - Sima Milovanov - Zoran Mijucić - Petar Nikezić - Žarko Nikolić - Martin Novoselac - Ilija Pantelić - Slobodan Pavković - Đorđe Pavlić - Zdravko Rajkov - Vasa Rutonjski - Zoltan Sabo - Ratko Svilar - Svetozar Šapurić - Stevan Sekereš - Miloš Šestić - Ratko Svilar - Slavko Svinjarević - Silvester Takač - Miroslav Tanjga - Dobrivoje Trivić - Todor Veselinović - Ljubomir Vorkapić | - Nebojša Vučković - Đorđe Vujkov - Miroslav Vukašinović - Josip Zemko - Marijan Zovko - Nikoslav Bjegović - Vidak Bratić - Igor Bogdanović - Milan Vještica - Budimir Vujačić - Dejan Govedarica - Zdravko Drinčić - Ljubiša Dunđerski - Bratislav Živković - Dragan Žilić - Goran Jezdimirović - Slaviša Jokanović - Đorđe Jokić - Aleksandar Kocić - Radovan Krivokapić - Nikola Lazetić - Vladan Lukić - Vesko Mihajlović - Siniša Mihajlović - Zoran Milinković - Miodrag Pantelić - Radoslav Samardžić - Damir Stojak - Saša Cilinšek - Goran Šaula - Danijel Aleksić - Enver Alivodić - Vlada Avramov - Milan Belić - Željko Brkić - Vladimir Buač - Jagoš Vuković - Miroslav Vulićević - Milan Davidov - Ranko Despotović - Igor Đurić - Srđan Žakula - Brana Ilić - Dimitrije Injac - Milan Jovanić - Milan Jovanović - Gojko Kačar - Damir Kahriman | - Andrija Kaluđerović - Aleksandar Katai - Miloš Krasić - Dragan Mrđa - Bojan Nastić - Bojan Neziri - Vladan Pavlović - Danilo Sekulić - Dušan Tadić - Saša Todić - Branislav Trajković - Veseljko Trivunović - Mićo Vranješ - Goran Kartalija - Siniša Mulina - Miroslav Stevanović - Nemanja Supić - Amir Teljigović - Stojan Vranješ - Zoran Janković - Aboubakar Oumarou - Veldin Karić - Josef Čapek - Anselme Delicat - Giorgi Merebashvili - Stephen Appiah - Yaw Antwi - Almami Moreira - János Borsó - Mario Đurovski - Vlatko Grozdanoski - Sašo Miloševski - Daniel Mojsov - Borislav Tomovski - Radoslav Batak - Ivan Fatić - Nebojša Kosović - Risto Lakić - Savo Pavićević - Jovan Tanasijević - Janko Tumbasević - Marko Vukčević - Simon Vukčević - Nnaemeka Ajuru - Alin Stoica - Niclas Nyhlén - Joseph Kizito - Eugene Sseppuya |

## Internaționali importanți
Dusan Markovic
Vujadin Boškov
Sima Milovanov
Todor Veselinovic
Dobrosav Krstic
Zdravko Rajkov
Slavko Svinjarevic

## Antrenori
| - Kosta Hadži (1924–26) - Otto Necas (1926–28) - Boško Simonović (1929) - Otto Necas (1929–30) - Otto Hamacek (1931–32) - Károly Nemes (1933) - Willy Schürmann (1934–35) - Fritz Levitus (1936–38) - Milorad Ognjanov (1938) - Károly Nemes (1939) - János Noj (1939–41) - Milorad Ognjanov (1945–47) - Bane Sekulić (1948–51) - Ljubiša Broćić (1952) - Milorad Ognjanov (1952) - Gustav Lechner (1953–57) - Antal Lyka (1957–59) - Ratomir Čabrić (1959–60) - Radomir Momirski (1960–61) - Franja Hirman (1961–64) - Branko Stanković (1964–67) - Zdravko Rajkov (1967–68) - Ratomir Čabrić (1968–69) - Dragoljub Milošević (1969–73) - Gojko Zec (1973–74) - Todor Veselinović (1974–77) - Branko Stanković (1977–78) - Milorad Pavić (1978) - Ivica Brzić (1978–79) - Marko Valok (1979–80) - Dušan Drašković (1980–83) - Tomislav Kaloperović (1983) - Josip Duvančić (1983–84) - Jovan Kovrlija (1984–85) - Vukašin Višnjevac (1985) - Tomislav Kaloperović (1985) - Vladimir Savić (1986) | - Željko Jurčić (1986) - Tonko Vukušić (1986–87) - Ivica Brzić (1987–88) - Ljupko Petrović (1988–90) - Ivica Brzić (1990–91) - Milorad Kosanović (1991–95) - Dragoljub Bekvalac/ Gjoko Hadžievski (1995–96) - Ljupko Petrović (1996–97) - Tomislav Manojlović - Dragan Okuka (1999–00) - Dragoljub Bekvalac (2000–01) - Miroslav Vukašinović (2002–03) - Josif Ilić (2003) - Branko Smiljanić (2004–9 noiembrie 2004) - Vladimir Petrović (24 noiembrie 2004 – 26 decembrie 2004) - Milan Đuričić (27 decembrie 2004 – 14 august 2005) - Zoran Marić (20 august 2005 – 13 august 2006) - Milovan Rajevac (17 august 2006 – 17 septembrie 2007) - Ivica Brzić (18 septembrie 2007 – 1 iunie 2008) - Dragoljub Bekvalac (4 iunie 2008 – 20 octombrie 2008) - Dragan Radojičić (21 octombrie 2008 – 23 decembrie 2008) - Ljupko Petrović (23 decembrie 2008 – 8 martie 2009) - Zoran Marić (9 martie 2009 – 8 iunie 2009) - Dragoslav Stepanović (8 iunie 2009 – 2 octombrie 2009) - Branko Babić (11 octombrie 2009 – 9 martie 2010) - Milan Đuričić (10 martie 2010 – 18 mai 2010) - Zoran Milinković (27 mai 2010 – 30 mai 2011) - Dejan Vukićević (15 august 2011 – 12 aprilie 2012) - Spasoje Jelačić (interim) (13 aprilie 2012 – 23 aprilie 2012) - Zlatomir Zagorčić (interim) (23 aprilie 2012 – 31 mai 2012) - Zlatomir Zagorčić (31 mai 2012 – 12 septembrie 2012) - Nebojša Vignjević (12 septembrie 2012 – 4 iunie 2013) - Marko Nikolić (7 iunie 2013 – 9 decembrie 2013) - Branko Babić (3 ianuarie 2014 – 19 mai 2014) - Zoran Marić (19 iunie 2014 – 16 martie 2015) - Zlatomir Zagorčić (17 martie 2015 – 22 octombrie 2015) - Nenad Lalatović (11 noiembrie 2015 – ) |

## Producători de echipament și  sponsori

### Sponsori și producători de echipament
| Perioada     | Producător echipament | Sponsor            |
| ------------ | --------------------- | ------------------ |
| 1992–2007    | Lotto                 | Aleksandar Gradnja |
| 2007–2012    | Joma                  | Aleksandar Gradnja |
| 2012–2015    | Joma                  | Volkswagen         |
| 2015–prezent | Umbro                 | Volkswagen         |